# Нижние Чебеньки
Нижние Чебеньки — село в Сакмарском районе Оренбургской области в составе Верхнечебеньковского сельсовета. 

## География
Село находится на левом берегу реки Сакмара на расстоянии примерно 13 километров по прямой на восток-северо-восток от районного центра села Сакмара.

## История
Село основано в 1754 году переселенцами из татарских деревень Казанской губернии. Название связано с большим количеством мух в месте поселения («чебенле» — мушиное по татарски).
В 1920-х годах в селе при участии писателя и общественного деятеля Шарифа Камала создается сельскохозяйственная коммуна. Это событие стало основой для сюжета романа «Когда рождается прекрасное» (тат. Матур туганда) , вышедшего в 1937 году.

## Население
Население составляло 132 человек в 2002 году (татары 86%), 133 по переписи 2010 года.